# Otto Wilhelm Madelung
Otto Wilhelm Madelung (ur. 15 maja 1846 w Gocie, zm. 22 lipca 1926 w Getyndze) – niemiecki chirurg. Upamiętnia go eponim deformacji Madelunga.
Od 1865 studiował medycynę na uniwersytetach w Bonn, Berlinie i Tybindze, w 1869 uzyskując doktorat w Tybindze. W latach 1871-1873 był asystentem w klinice chirurgicznej w Bonn, gdzie rozpoczął praktykę chirurgiczną w 1872 roku. Habilitował się w klinice chirurgicznej w Bonn w 1873. W 1882 został mianowany profesorem zwyczajnym chirurgii i dyrektorem uniwersyteckiej kliniki chirurgicznej w Rostocku. W 1884 roku przeniósł się do Strasburga po I wojnie wyjechał w 1920 do Getyngi. 
W 1878 roku opisał schorzenie nazwane deformacją Madelunda. 
Żonaty z Hedwig König, ich synem był fizyk Erwin Madelung.

## Wybrane prace
- Die spontane Subluxation der Hand nach vorne. Arch. klin. Chir. BD. 23, 1879
- Über den Fetthals. Arch.klin.Chir. Bd. 37, 1888
- Chirurgie des Abdominaltyphus. Neue Deutsche Chirurgie 30, 1923.